# Zákeřné keře
Zákeřné keře jsou kniha pro děti spisovatelky Daniely Krolupperové. Poprvé vyšla v roce 2010 a vypráví o putování studničního skřítka a víl po zahradě, ve které mocný čaroděj Rulík zakleje malou vílu Vincencii. Zachránit ji může jen správné rozeznání jednotlivých větviček jedovatých keřů na věnečku, kterým Rulík vílu začaroval. 
Cílem knihy je přiblížit dětem nejběžnější jedovaté rostliny a keře] v okolí bydliště, a vyvarovat se tak případnému nebezpečí. Kniha je provázena ilustracemi rostliny bližšími popisy každé z nich. Za každou kapitolou jsou otázky, které pomohou rostliny ještě lépe rozeznat.
Autorka knihy je překladatelka, novinářka a spisovatelka. Za dětské knížky získala v roce 2011 ocenění Zlatá stuha a nominaci na Magnesii Literu.

## Děj
Kniha je rozdělena do 12 kapitol, které provází od začátku snaha zachránit vílu Vincencii ze zakletí zlého čaroděje Rulíka. Ten ji nasadil na hlavu věnec upletený z větviček jedovatých keřů, které se ukrývají v různých koutech veliké zahrady. Studniční skříněk a ostatní víly se snaží zakletí věčného spánku zlomit, a vílu Vincencii zachránit. 
Nejdříve jejich cesty vedou k místu, kde roste zlatý déšť, jehož větvičku ve věnci rozeznali. Každý keř má na starosti skřítek, který nejen dobře zná keř, ve kterém žije, ale také keře, které rostou okolo něj. Když vrátí první větvičku tomuto skřítkovi, pomáhá jim odkrýt další rostlinu. Tou je tis červený.
Tento keř nachází na zahradě poměrně snadno a podaří se jim najít i skřítka z tisu. Když mu vrátí jeho větvičku, pomáhá jim opět s plánováním další cesty. Na věnečku se dále nachází pámelník bílý. Tisový skřítek jim tedy popisuje místo, kde v zahradě pámelník roste a kde najdou i skřítka z tohoto keře. Takto putují zahradou ještě k hlohyni šarlatové či Brownovu zimolezu, kde je nemile překvapí Rulíkův kocour Skulík. Studničnímu skřítkovi i vílám se podaří Skulíkovi utéct, a mohou tak pokračovat dále ve své cestě k záchraně víly Vincencie. Dalším keřem je psí víno, v němž žije skřítek, který se snadno vyleká. A tak je nejdříve vílám a skřítkovi lehce nedůvěřivý, ale nakonec jim i on rád pomůže, svou větvičku si vezme a posílá víly se skřítkem dál břečťanu, který je taktéž na věnci. Víly se při cestě k břečťanu ztratili a studniční skřítek se velice vylekal. Pomohl je však zachránit velký noční pták, který jim pomohl najít cestu zpět. A když vrátili větvičku břečťanu zpět do jeho keře, břečťanový skřítek je posílá dále směrem k velikému buku, na kterém roste jmelí bílé. 
Ten stojí v hustém černém lese, který byl strašidelný, ale díky plánku od skřítka z břečťanu se k buku dostali snadno. Skřítek z tohoto buku Rulíka dobře znal, a protože i on s ním bojoval, tak se rozhodl jim pomoct. Větvičku jmelí si od nich vzal a ve chvíli, kdy vrátil zpět, milá Vincencie otevřela oči a našla sílu se s nimi vydat na cestu. To byl důkaz, že zakletí zlomocného Rulíka slábne. To dodalo studniční mu skřítkovi i ostatním vílám odvahu do dalšího hledání. Šli dále, tentokrát po stopách konvalinky vonné, jejíž zvonky taktéž byly propletené ve věnci. Konvalinka rostla hojně na pokraji lesa a mezi bílými kvítky stála divukrásná panenka, která studničního skřítka naprosto okouzlila. Víle Cecilii se ale nelíbila ani trosku a vycítila, ze tato panenka je pro ne nebezpečím. Navedla je špatným směrem ke kapradí, kde se dostali do zajetí víložravého kocoura Skulíka. Když vypadalo, že je vše ztraceno, pomohly jim milé červené muchomůrky rostoucí poblíž místa, kde je kocour Skulík držel. Otevřeli jim cestu přes kapradí až tam, kde hustý stál hustý keř a hrad samotného Rulíka zlomocného. Rulík je ale našel a nechal zavřít do sklepení, ze kterého se skřítek s vílami jen těžko mohli dostat. Nakonec se však při hádce mezi čarodějem Rulíkem a jeho kocourem Skulíkem se do vzduchu dostal prášek ptakoještěřích kostí, který obrátil všechna Rulíkova kouzla proti němu. Ozvala se veliká rána a celý hrad zavalil oblak pekelného prachu. Když se prach rozplynul, místo hradu stáli skřítek a víly uprostřed lesa. Z víložravého Skulíka se stal bělostný kocourek, a na kraji lesa tančila v konvalinkách krásná a laskavá. Víly se skřítkem se šťastně vrátili domů a uložili se ke spánku. Začalo svítat a přicházel nový den.

## Přijetí díla a interpretace
Podle Mileny Šubrtové stojí kniha na pomezí litery účelové, naučné a návodné – dětskému čtenáři poskytuje nejen odpověď na otázku „co“, ale také na otázku „jak“. Nakladatelství Portál, které knihu vydalo, uvádí, že kniha je určena dětem mladšího školního věku, předškolákům a jejich rodičům. Taktéž poslouží i učitelkám v metařských školách.
Na portálu Čítárny.cz je uvedeno, že kniha je určena pro čtenáře předškolního a školního věku, a seznamuje je pomocí pohádkového příběhu s nejběžnějšími českými jedovatými rostlinami. Bohumila Adamová v recenzi na stránkách ILiteratura.cz poukázala na to, že zprvu se kniha může být vnímána jako komická, ale není tomu, a naopak je velmi neotřelá a vyznačuje se působivým zpracováním.